# Lijst van voetbalinterlands Canada - Puerto Rico (vrouwen)
Deze lijst van voetbalinterlands is een overzicht van alle officiële voetbalinterlands tussen de nationale vrouwenteams van Canada en Puerto Rico. De landen hebben tot nu toe één keer tegen elkaar gespeeld.

## Wedstrijden
| № | Plaats    | Datum            | Competitie                          | Wedstrijd            | Uitslag |
| - | --------- | ---------------- | ----------------------------------- | -------------------- | ------- |
| 1 | Etobicoke | 28 augustus 1998 | Noord-Amerikaans kampioenschap 1998 | Canada − Puerto Rico | 21 − 0  |

## Samenvatting
| Competitie                     | Totaal gespeeld | Winst Canada | Gelijk | Winst Puerto Rico | Doelsaldo Canada – Puerto Rico |
| ------------------------------ | --------------- | ------------ | ------ | ----------------- | ------------------------------ |
| Noord-Amerikaans kampioenschap | 1               | 1            | 0      | 0                 | 21 − 0                         |
| Totaal                         | 1               | 1            | 0      | 0                 | 21 − 0                         |